# فرناندو باتشيكو (لاعب كرة قدم)
فرناندو باتشيكو (بالإسبانية: Fernando Pacheco Rivas)‏ هو لاعب كرة قدم بيروفي في مركز نصف الجناح، ولد في 26 يونيو 1999 في سان فيسينتي دي كانيتي في بيرو. لعب مع نادي فلومينينسي.

## وصلات خارجية
- فرناندو باتشيكو (لاعب كرة قدم) على موقع قاعدة بيانات كرة القدم.إي يو (الإنجليزية)
- فرناندو باتشيكو (لاعب كرة قدم) على موقع Soccerway.com (الإنجليزية)
- فرناندو باتشيكو (لاعب كرة قدم) على موقع عالم كرة القدم.نت (الإنجليزية)